# Kluczewsko (gromada)
Kluczewsko – dawna gromada, czyli najmniejsza jednostka podziału terytorialnego Polskiej Rzeczypospolitej Ludowej w latach 1954–1972.
Gromady, z gromadzkimi radami narodowymi (GRN) jako organami władzy najniższego stopnia na wsi, funkcjonowały od reformy reorganizującej administrację wiejską przeprowadzonej jesienią 1954 do momentu ich zniesienia z dniem 1 stycznia 1973, tym samym wypierając organizację gminną w latach 1954–1972.
Gromadę Kluczewsko z siedzibą GRN w Kluczewsku utworzono – jako jedną z 8759 gromad na obszarze Polski – w powiecie włoszczowskim w woj. kieleckim, na mocy uchwały nr 13l/54 WRN w Kielcach z dnia 29 września 1954. W skład jednostki weszły obszary dotychczasowych gromad Ciemiętniki, Jakubowice, Kluczewsko, Miedziana Góra i Pilczyca ze zniesionej gminy Kluczewsko w tymże powiecie. Dla gromady ustalono 19 członków gromadzkiej rady narodowej.
31 grudnia 1959 do gromady Kluczewsko przyłączono wieś Brzeście, parcelację Henryków Brzeski i kolonię Zabrodzie ze zniesionej gromady Międzylesie.
31 grudnia 1961 do gromady Kluczewsko przyłączono obszar zniesionej gromady Komorniki.
Gromada przetrwała do końca 1972 roku, czyli do kolejnej reformy gminnej. 1 stycznia 1973 reaktywowano gminę Kluczewsko.